# Савченко, Яков Фёдорович

Памятник Я. Ф. Савченко в Бийске в сквере 50 лет ВЛКСМ

Яков Фёдорович Савченко (23 октября 1913, Ивот — 26 сентября 1984, Бийск) — советский химик, организатор производства, заслуженный деятель науки и техники РСФСР, кандидат технических наук. Дважды Герой Социалистического Труда (1971, 1983). Лауреат Ленинской премии (1976).

## Биография
Родился 23 октября 1913 года в селе Ивот Ивотской волости Новгород-Северского уезда Черниговской губернии.
Окончил Шосткинский химико-технологический техникум. Трудовую деятельность начал на заводе имени Я. М. Свердлова в городе Дзержинск Нижегородской области, где прошёл путь от техника до заместителя директора.
С 1949 года — директор Павлоградского химического завода. С 1954 по 1959 годы — директор крупного боеприпасного завода. С 1959 года — директор вновь создаваемого многопрофильного оборонного института в г. Бийске, позже — генеральный директор и главный конструктор НПО «Алтай».
Яков Фёдорович Савченко с 1959 по 1984 годы был директором Алтайского научно-исследовательского института химических технологий (АНИИХТ, в настоящее время Федеральный научно-производственный центр «Алтай»). Под его руководством проходило становление предприятия и научной школы химии высокоэнергетических полимерных композиций. За короткий срок он обеспечил создание современной научно-производственной базы, формирование коллектива, выполнение ряда важнейших правительственных заданий.
Яков Фёдорович был инициатором и куратором строительства в Бийске ряда спортивных и культурных объектов: спортивного комплекса «Заря», освещённой лыжной трассы в лесопарковой зоне квартала АБ, водного стадиона (строительство которого в связи со смертью Якова Фёдоровича было прервано), дома детского технического творчества (в настоящее время носит имя Я. Ф. Савченко), памятника Г. С. Титову.
Умер 26 сентября 1984 года в Бийске.

## Награды
Вклад Я. Ф. Савченко в укрепление обороноспособности страны отмечен многими наградами:
- Дважды Герой Социалистического Труда.
- Три ордена Ленина, два ордена Трудового Красного Знамени, ордена Красной Звезды и «Знак Почета».
- Лауреат Ленинской премии.
- Заслуженный деятель науки и техники РСФСР.
- Почётный гражданин города Бийска.

## Память
- в г. Бийске установлены два бюста Я. Ф. Савченко — в сквере 50 лет ВЛКСМ и возле проходной ФНПЦ «Алтай».
- на его родине также установлен бюст.
- в честь Я. Ф. Савченко названа площадь на пересечении улиц Радищева и Ломоносова в Бийске.

Памятник Я. Ф. Савченко перед проходной ФНПЦ «Алтай»